# سوسیونکست
سوسیونکست (انگلیسی: Socionext) شرکت الکترونیک ژاپنی است، که در سال ۲۰۱۵ تأسیس شد.
سوسیونکست یک شرکت تولید سیستم‌های روی تراشه است که در مارس ۲۰۱۵ از کسب‌وکارهای سابق سیستم ال‌اس‌آی فوجیتسو و پاناسونیک تشکیل شد. این شرکت حدود ۲۵۰۰ کارمند در سراسر جهان دارد و دفتر مرکزی آن در یوکوهاما، ژاپن واقع شده است. این شرکت به صورت خصوصی توسط بانک توسعه ژاپن (۴۰٪)، فوجیتسو (۴۰٪) و پاناسونیک (۲۰٪) اداره می‌شد. پس از تأسیس، سوسیونکست در اوت ۲۰۱۶ برخی از مهندسان برتر خود را به آکادیا واگذار کرد.
دفتر مرکزی سوسیونکست اروپا در لانگن، نزدیک فرانکفورت و سایر شعب آن در مونیخ، میدنهد (بریتانیا) و لینز (اتریش) قرار دارد. مرکز طراحی و پشتیبانی در مونیخ واقع شده است، جایی که مرکز توسعه و مهندسی آی‌پی در میدنهد (بریتانیا) قرار دارد.
در ۵ ژوئیه ۲۰۲۳، شرکت سوسیونکست اعلام کرد که هیئت مدیره، عرضه ثانویه سهام عادی شرکت را در بازارهای بین‌المللی تصویب کرده است. در نتیجه، دی‌بی‌جی، فوجیتسو و پاناسونیک هولدینگز تمام سهام خود (۳۷٫۵٪ از کل سهام منتشر شده تا ۳۱ مارس ۲۰۲۳) را فروختند.